# Werelddiergeneeskundejaar 2011
Het jaar 2011 werd uitgeroepen tot Werelddiergeneeskundejaar ter viering van de oprichting van de eerste diergeneeskundige opleiding ter wereld 250 jaar tevoren. De openingsceremonie vond plaats op 24 januari 2011 in Versailles en werd georganiseerd door de Académie vétérinaire de France. Gedurende het hele jaar waren er wetenschappelijke congressen en andere evenementen georganiseerd in onder meer Schotland, Roemenië, Algerije, de Verenigde Staten en Zuid-Afrika. Het jaar is afgesloten op 1 en 2 december 2011 in Lyon.

## Achtergrond
In 1761 werd de eerste diergeneeskundige faculteit opgericht in Lyon, Frankrijk, door de dierenarts Claude Bourgelat.

## Enkele gehouden evenementen
- 24 januari: Officiële openingsceremonie van het Werelddiergeneeskundejaar met symposium (Versailles, Frankrijk)
- 12-16 mei: Wereldconferentie over diergeneeskundig onderwijs (Lyon, Frankrijk)
- 16-19 juli: Internationaal Symposium AVMA (St. Louis, Missouri, Verenigde Staten)
- 1 oktober: Internationale sluitingsceremonie (Kaapstad, Zuid-Afrika)

## Verwante onderwerpen
- 2005 Wereldjaar van de natuurkunde
- 2009 Internationaal jaar van de astronomie